# Pus bonum et laudabile

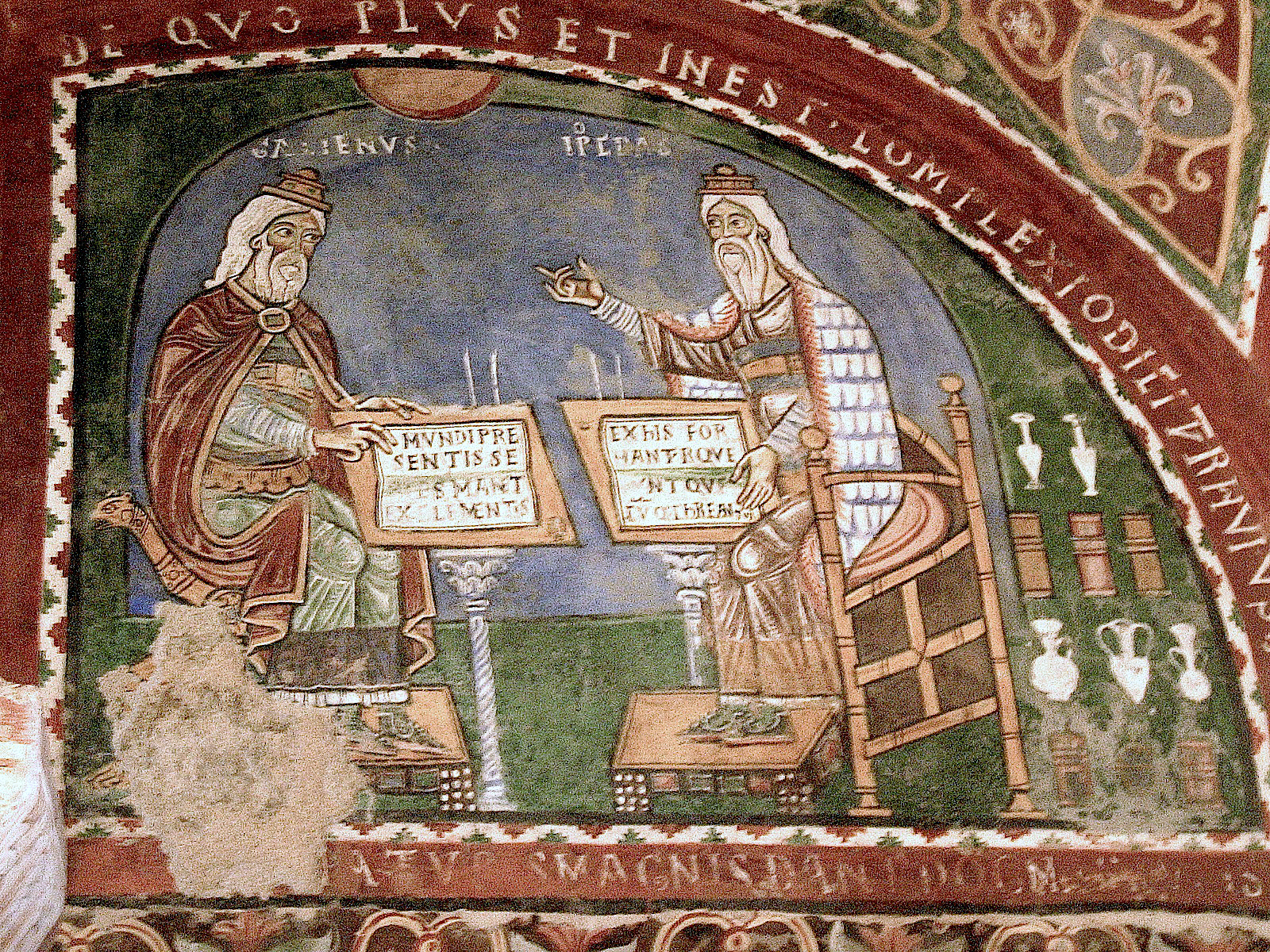
Гален і Гіпократ (стародавня італійська фреска)

Pus bonum et laudabile (з лат., дослівно — Гній добрий і гідний похвали, сутнісно  — Гній, що свідчить про сприятливий перебіг хвороби) — латинська сентенція, яка використовується для означення густого, жовтого, «старого» гною як відомої ознаки зменшення ексудативних явищ і початку відновних (напр. — грануляційних) процесів в організмі.
Авторство цієї фрази належить Клавдію Галену (грец. Γαληνός, лат. Claudius Galenus), античному медику і хірургу школи гладіаторів (130—200 н. е.), який першим ствердив, що поява густого, жовтого, сметаноподібного («старого») гною в рані, нанесеній гладіаторами, є передвісником зцілення організму .
Однак, частина джерел пов'язує походження сентенції з іншими видатними хірургами: зокрема, з Гіппократом (грец. - Ιπποκράτης), Амбруазом Паре (фр. - Ambroise Paré) чи Медичною Школою Салернітана (італ. - Scuola Medica Salernitana, (IX—XII ст.) та Гі де Шаульяком (італ. - Guy de Chauliac, 1300—1370 роки). Окремі джерела, не подаючи авторства Pus bonum et laudabile датують її появу як медичного канону абсолютно різними термінами: від древніх єгипетських часів до середини XIX століття.

## Історія питання
В основу поглядів Галена, яка сформувала підґрунтя для формулювання афоризму Pus bonum et laudabile, лягло сприйняття «гуморальної» теорії Гіппократа: здоров'я залежить від балансу «рідин» в організмі людини, а його порушення викликає хворобу. Гален вважав, що Materia peccans — хвороботворні речовини, серед яких і гній — є причиною захворювання, а отже його поява чи усунення свідчить про те, що причина хвороби покидає організм. Власне, з огляду на терапевтичний ефект видалення з організму гною як Materia peccans, він сформулював
тезу Pus bonum et laudabile 
Однак, на жаль, послідовниками Галена його теза про корисність видалення гною з організму була сприйнята буквально: фактично ця сентенція довший час використовувалася для популяризації використання «доброго» гною з метою прискорення загоєння ран.
Попри те, що вже в 1266 році у Болонському університеті хірург Бургоньйон Гуго і його син Теодоріх першими довели, що при лікуванні ран загоєння з «pus bonum et laudabile» не є ідеалом і що можна досягти загоєння первинним натягом (лат. - "per primam intentionem"), хибні підходи до трактування гною як середника лікування ран зберігалися в хірургії до кінця XVI .
Сьогодні, термін «pus bonum et laudabile» зазвичай використовується для означення густого, жовтого, сметаноподібного гною як вияву сприятливого перебігу хірургічних інфекцій.